# Katastrofa autobusowa w Chinach (2010)
Katastrofa autobusowa w Chinach – katastrofa, do której doszło 18 lipca 2010 w prowincji Syczuan w południowo-zachodnich Chinach. W wypadku zginęło 27 osób, 11 zostało rannych.
Autobus jadąc z miasta Barkam w prowincji Syczuan do stolicy prowincji Chengdu, spadł do rzeki Dajin. Autobus podczas pokonywania zakrętu wypadł z drogi, wylądował w przepaści na dnie której płynie rzeka. Ze wstępnych ekspertyz wynika, że autobus którego pojemność wynosiła maksymalnie 35 osób był przeładowany. Pojazdem w chwili katastrofy podróżowało 38 osób, w tym trójka dzieci. Uratowano 11 osób, pozostałe uważa się za zaginione, jednak ich szanse na przeżycie są minimalne. W sprawie katastrofy wszczęto postępowanie.